# Matrimonio tra persone dello stesso sesso in Germania

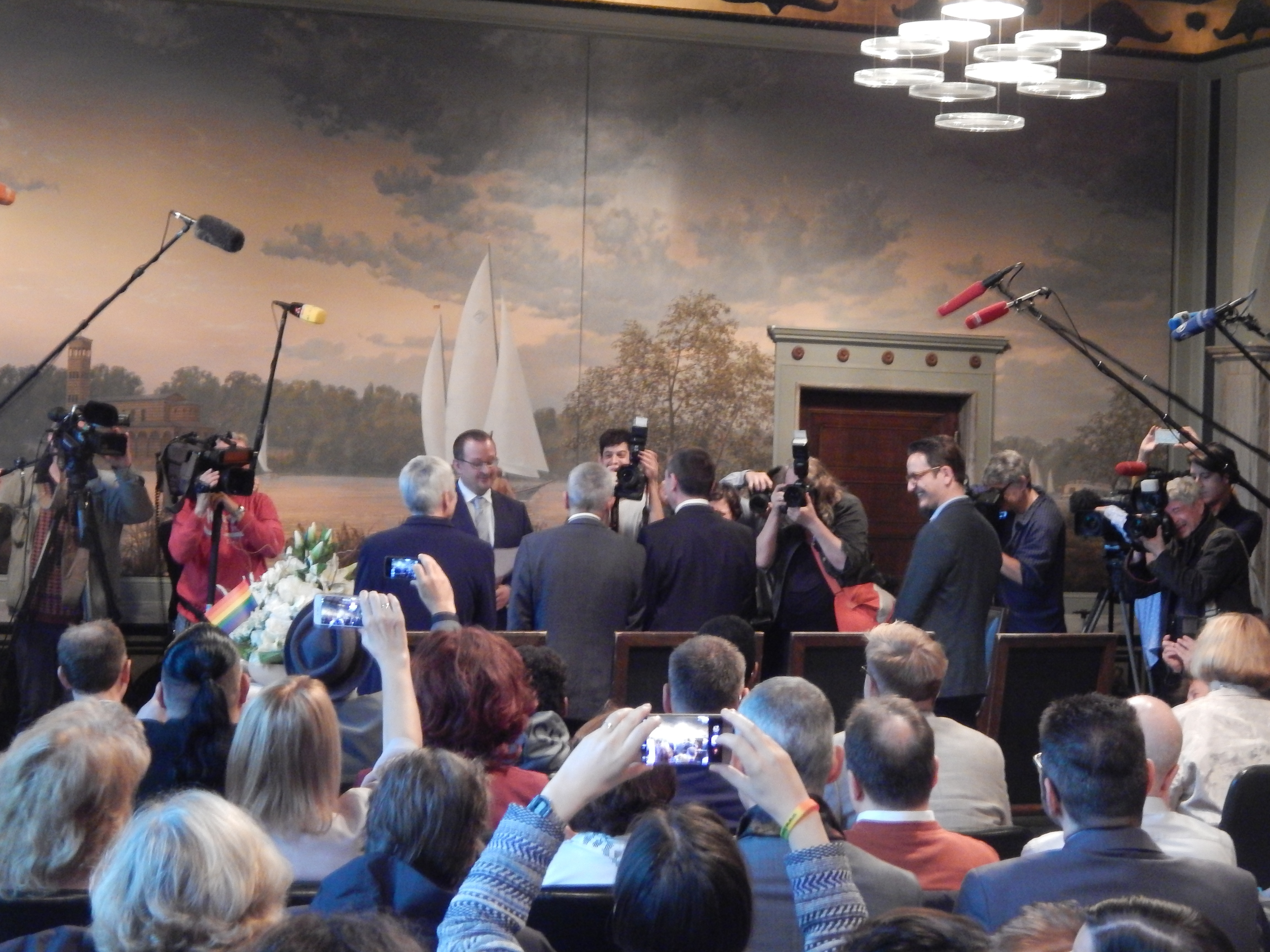
Il primo matrimonio tra persone dello stesso sesso in Germania.

Il matrimonio tra persone dello stesso sesso in Germania è divenuto legale a partire dal 1º ottobre del 2017; il disegno di legge relativo ha ottenuto l'approvazione del Bundestag il 30 di giugno e del Bundesrat il 7 di luglio seguente. È stato quindi controfirmato il 20 di luglio dal presidente della Germania Frank-Walter Steinmeier e pubblicato nella Gazzetta ufficiale federale (Bundesgesetzblatt) il giorno 28 successivo.
Precedentemente, dal 2001 e fino al 2017, la registrazione dell'unione civile ("Eingetragene Lebenspartnerschaft") era disponibile per tutte le coppie omosessuali; i benefici concessi da questo partenariato è stato gradualmente esteso dalla Corte costituzionale federale ("Bundesverfassungsgericht") attraverso varie sentenze rese esecutive fino a quando non ne ha previsto la maggior parte, anche se non ancora tutti i diritti del matrimonio eterosessuale.

## Unione civile

### Statistiche
Il Registered Life Partnership Act è entrato in vigore a partire dal 1º agosto del 2001. Entro l'ottobre del 2004 5.000 coppie avevano registrato le loro partnership; nel 2007 questo numero era aumentato fino a 15.000, 2/3 dei quali erano coppie gay. Entro il 2010 si era giunti a 23.000. Entro il 9 maggio del 2011 68.268 persone hanno dichiarato di vivere in un'unione omosessuale registrata.
Entro la fine del 2016 erano state celebrate 44.000 unioni; circa 25.000 (il 56,8%) erano tra uomini, mentre 19.000 tra donne (il 43,2%).

## Matrimonio

### Storia
L'Unione CDU/CSU, membro di primo piano del governo tedesco della coalizione dal 2005 si è sempre storicamente opposta alla legalizzazione del matrimonio tra persone dello stesso sesso. L'Alleanza 90/I Verdi, il Partito Socialdemocratico di Germania e Die Linke invece lo sostengono e nel luglio 2012 hanno votato a favore di una proposta di legge alla fine risultata sconfitta.
Il Partito Liberale Democratico sostiene il matrimonio tra persone dello stesso sesso, sebbene la dirigenza abbia respinto la richiesta di una apposita legislazione quando faceva parte di un governo di coalizione con la CDU/CSU tra il 2009 e il 2013. Allo stesso modo il Partito socialdemocratico ha accettato di opporvisi quando era in carica assieme alla CDU/CSU tra il 2013 e il 2017.
Tutte le altre parti hanno stipulato un accordo sul matrimonio tra persone dello stesso sesso come condizione per aderire a un governo di coalizione con la CDU/CSU dopo le Elezioni federali in Germania del 2017.

## Voto del Bundestag e approvazione del Bundesrat (2017)
Il 27 giugno del 2017, rispondendo alle domande del pubblico in un forum pubblico tenutosi a Berlino, il Cancelliere federale della Germania Angela Merkel ha dichiarato inaspettatamente che sperava che la questione sarebbe stata sottoposta a un voto di coscienza nel Bundestag nel prossimo futuro.
Il giorno dopo diversi politici hanno chiesto che si tenesse una votazione al più tardi entro quella stessa settimana, nell'ultima sessione prima della pausa estiva. Il presidente della SPD Martin Schulz ha promesso che il suo partito avrebbe organizzato una votazione. Più tardi entrambi i partiti dell'Unione CDU/CSU hanno annunciato che avrebbero permesso ai loro parlamentari un voto di coscienza, sebbene si fossero opposti ad un voto sulla questione prima dell'imminente scadenza elettorale.
Il 28 di giugno i membri di SPD, Green e Left della "commissione Affari Legali" hanno votato per programmare una votazione in seduta plenaria sul disegno di legge già presentato davanti al Bundesrat nel 2015, lasciando invece libertà di scelta ai membri del CDU/CSU. I verdi e la sinistra hanno quindi a questo punto ritirato le loro rispettive proposte.
Il 30 di giugno il Bundestag ha discusso e approvato il progetto di legge con 393 favorevoli contro 226, con 4 astenuti e 7 assenti. La stessa Merkel, il cui cambio di posizione aveva portato alla votazione, ha votato contro la legislazione, ma ha detto che spera che il risultato "non solo promuova il rispetto tra le diverse opinioni, ma che apporti anche una maggiore coesione e pace sociale".
Il 7 di luglio il Bundesrat ha approvato il progetto senza bisogno di votazione in quanto non vi erano richieste di "sessioni di riconciliazione" (Vermittlungsausschuss). La proposta è stato pertanto controfirmata e resa legge il 20 luglio del 2017 dal presidente della Germania Frank-Walter Steinmeier.
La nuova legislazione è stata quindi pubblicata il 28 luglio seguente nella Gazzetta ufficiale federale ed è entrata ufficialmente in vigore il primo giorno del terzo mese successivo alla pubblicazione (vale a dire il 1° di ottobre). Le coppie omosessuali hanno iniziato a sposarsi in tutta la Germania a partire da quello stesso giorno, con il primo matrimonio omosessuale che si è svolto a Schöneberg tra Karl Kreile e Bodo Mende.
Diversi esperti legali, tra cui parlamentari e leader di partito, hanno sollevato dubbi sulla legalità della disposizione, con l'ex presidente della Corte costituzionale federale Hans-Jürgen Papier il quale ha sostenuto che il matrimonio tra persone dello stesso sesso sarebbe in contrasto con le precedenti definizioni di matrimonio sposate dalla corte. L'articolo 6 della Costituzione della Germania colloca "matrimonio e famiglia" sotto la "speciale protezione dell'ordine statale".
Un emendamento costituzionale richiede una maggioranza di due terzi in entrambe le camere; ma queste preoccupazioni sono state respinte dal ministro della Giustizia federale Heiko Maas il quale ha dichiarato che l'"articolo 6, paragrafo 1" non definisce né il termine matrimonio né esclude una definizione più ampia dello stesso.

### Statistiche
Da ottobre a fine dicembre del 2017 680 coppie dello stesso sesso si sono sposate a Berlino; di questi 181 hanno svolto la cerimonia a Tempelhof-Schöneberg, 100 a Charlottenburg-Wilmersdorf e 97 a Friedrichshain-Kreuzberg, mentre le altre coppie si sono sposate nei rimanenti 9 distretti di Berlino. Durante questi tre mesi i matrimoni omosessuali rappresentavano il 18,4% di tutti i matrimoni celebrati nella capitale.
168 matrimoni omosessuali sono stati eseguiti a Stoccarda, sempre da ottobre a dicembre del 2017; la maggior parte di questi erano conversioni di un'unione civile registrata.
A Mannheim 135 coppie dello stesso sesso si sono sposate tra ottobre del 2017 e febbraio del 2018; tutte tranne 16 di queste erano conversioni da una precedente unione civile. A Friburgo in Brisgovia il numero di matrimoni omosessuali è stato di 46.
Alla fine di marzo del 2018 più di 1.000 matrimoni si erano svolti a Berlino (quattro circoscrizioni non avevano pubblicato le loro statistiche sul matrimonio, lasciando così dei dati incompleti), 900 ad Amburgo, 644 a Colonia, 477 a Monaco di Baviera, 216 a Francoforte sul Meno, 192 a Düsseldorf, 180 a Dortmund ed infine 158 ad Hannover. La maggior parte di questi erano conversioni da partnership.

## Opinione pubblica
Secondo un sondaggio di YouGov del maggio 2015 il 65% ha sostenuto il matrimonio omosessuale (per partito: il 57% degli elettori della CDU, il 79% dell'SPD, il 68% di Die Linke e il 94% dei verdi); un altro 28% si è opposto e il 7% non lo sapeva. Il sostegno è salito al 75% tra i 18 e i 24 anni, ma è sceso al 60% tra quelli di 55 anni e più, il 64% tra i cattolici e il 63% tra i protestanti. Il sostegno all'adozione da parte di coppie dello stesso sesso è stato del 57%, con il 35% contrario e l'8% che non sapeva.
L'Eurobarometro 2015 ha rilevato che il 66% dei tedeschi riteneva che il matrimonio tra persone dello stesso sesso dovesse essere autorizzato in tutta Europa, il 29% rimaneva contrario.
Un altro sondaggio del maggio 2015 di TNS Emnid ha scoperto che il 64% dei tedeschi sosteneva il matrimonio omosessuale (per partito: 63% degli elettori CDU / CSU, il 77% dell'SPD, il 63% dell'FDP, il 62% degli elettori di sinistra, l'89% dei verdi e il 14% di AfD). Un altro 31% era contrario e il 5% non lo sapeva.
Un sondaggio dell'INSA del giugno 2015 ha dimostrato che il 65% dei tedeschi sosteneva il matrimonio omosessuale (per partito: il 58% degli elettori della CDU, il 75% dell'SPD, il 72% di Die Linke, il 79% dei verdi, il 65% di FDP e il 42% di AfD).
Nel gennaio 2017 uno studio condotto dall'"Agenzia federale contro la discriminazione" ha indicato che l'83% dei tedeschi era a favore del matrimonio tra persone dello stesso sesso.
Un sondaggio del giugno 2017 ha rilevato che il 73% dei tedeschi sosteneva il matrimonio omosessuale, tra cui il 95% degli elettori verdi, l'82% dell'SPD, l'81% di Die Linke, il 64% della CDU, il 63% del FDP e il 55% di AfD.
Un sondaggio del Pew Research Center, condotto tra aprile e agosto del 2017 e pubblicato nel maggio dell'anno seguente ha mostrato che il 75% dei tedeschi sosteneva il matrimonio tra persone dello stesso sesso, il 23% era contrario e il 2% non sapeva o rifiutava di rispondere; se suddivisi per religione l'86% delle persone religiosamente non affiliate, l'82% dei cristiani non praticanti e il 53% dei cristiani che frequentano la chiesa hanno sostenuto il matrimonio omosessuale.